# Benz 20/35 PS
Der Benz 20/35 PS war eine Weiterentwicklung des Benz 28/30 PS.
Der Wagen war zunächst mit einem Vierzylinder-Reihenmotor mit 5195 cm³ Hubraum ausgestattet, der 35 PS (26 kW) bei 1400 min−1 entwickelte. Die Motorkraft wurde an über eine Lederkonuskupplung an ein Vierganggetriebe weitergeleitet und von dort je nach Wunsch des Kunden über Ketten oder eine Kardanwelle an die Hinterräder. Die Höchstgeschwindigkeit lag bei 75 km/h, der Benzinverbrauch bei 22 l / 100 km. 1910 wurde der Hubraum bei gleichbleibender Leistung auf 4850 cm³ verringert.
Das blattgefederte Fahrzeug war mit Holzspeichenrädern und Luftreifen ausgestattet, und als Doppelphaeton für ℳ 15.500,--, als Limousine für ℳ 17.500,-- oder als Landaulet für den gleichen Preis erhältlich. Der Kettenantrieb kostete ℳ 1.000,-- Aufpreis.

## Quelle
- Werner Oswald: Mercedes-Benz Personenwagen 1886–1986. 4. Auflage. Motorbuch Verlag Stuttgart (1987). ISBN 3-613-01133-6, S. 44–45